# Academia de Música de Brooklyn
La Academia de Música de Brooklyn (BAM) es un centro de artes escénicas de Brooklyn (Nueva York) conocido por ser una institución de actuación vanguardista y liberal. Su primer concierto se realizó en 1861 y comenzó a funcionar en su ubicación actual en 1908. Desde 2015 su presidente es Katy Clark, siendo David Binder el director artístico de la BAM desde 2019.

## Historia

### sigloXIXy comienzos delsigloXX
Fundada en 1861, la primera sede de la BAM, fue en el número 176 de la calle Montague, en Brooklyn Heights, fue concebida para albergar a la Sociedad Filarmónica de Brooklyn. El edificio, diseñado por el arquitecto Leopold Eidlitz, alojaba un gran teatro con capacidad para 2.100 espectadores, una sala de conciertos más pequeña, vestuarios y coros, y una enorme cocina «señorial». Allí la BAM presentó producciones de música y teatro, para elencos de aficionados y profesionales, incluidos artistas como Ellen Terry, Edwin Booth y Fritz Kreisler. 
Después de que el edificio se incendiara, el 30 de noviembre de 1903, se hicieron planes para reubicar la academia en una nueva instalación en el barrio de moda de Fort Greene. La piedra angular se colocó en el número 30 de la Avenida Lafayette en 1906, y una serie de eventos marcaron la inauguración que se llevó a cabo en el otoño de 1908, festejos que culminaron con una gran noche de gala en la que actuaron los cantantes Geraldine Farrar y Enrico Caruso, en una producción de la Metropolitan Opera House (Met) de la ópera Fausto del compositor francés Charles Gounod. Hasta 1921 la Met presentó varias temporadas en Brooklyn, con cantantes estrellas de la ópera como Caruso. 
La BAM está próxima al centro de Brooklyn, cercana a la Terminal Atlántica, estación del Long Island Rail Road, del estadio Barclays Center y la Torre Williamsburgh Savings Bank, alguna vez, el edificio más alto de Brooklyn. BAM es parte del Distrito Cultural de Brooklyn.

### De 1960 al presente
En 1967, Harvey Lichtenstein fue nombrado director ejecutivo y durante sus 32 años en el cargo, la BAM experimentó un gran cambio, atrayendo audiencias con renovada programación y estableciendo estímulos económicos a los artistas. La BAM, hoy es un centro cultural con múltiples sedes. La institución organiza cada año el festival Next Wave en otoño, el cual comenzó en 1983, en el cual se presentan actuaciones de artistas internacionales y estadounidenses. Su temporada de invierno - primavera de teatro, danza y música se desarrolla de enero a junio. Las humanidades, la educación y los eventos para niños también tienen lugar durante la programación anual, además de películas y series de estreno. De 1999 a 2015, Karen Brooks Hopkins fue la presidenta, y Joseph V. Melillo fue el productor ejecutivo, hasta 2018.
Los artistas que se han presentado en la BAM incluyen a Philip Glass, Trisha Brown, Peter Brook, Pina Bausch, Merce Cunningham, Bill T. Jones y la Arnie Zane Company, Laurie Anderson, Lee Breuer, ETHEL, Nusrat Fateh Ali Khan, Steve Reich, Seal, Mark Morris, Robert Wilson, Peter Sellars, BLACKstreet, Ingmar Bergman, Ralph Lemon, Ivo van Hove y el Teatro Mariinsky, dirigido por Valery Gergiev, entre otros. Lichtenstein dio un hogar al Chelsea Theatre Center, en residencia de 1967 hasta 1977. Otro evento regular es el BAMcinemaFest, un festival centrado en películas independientes.

## Instalaciones

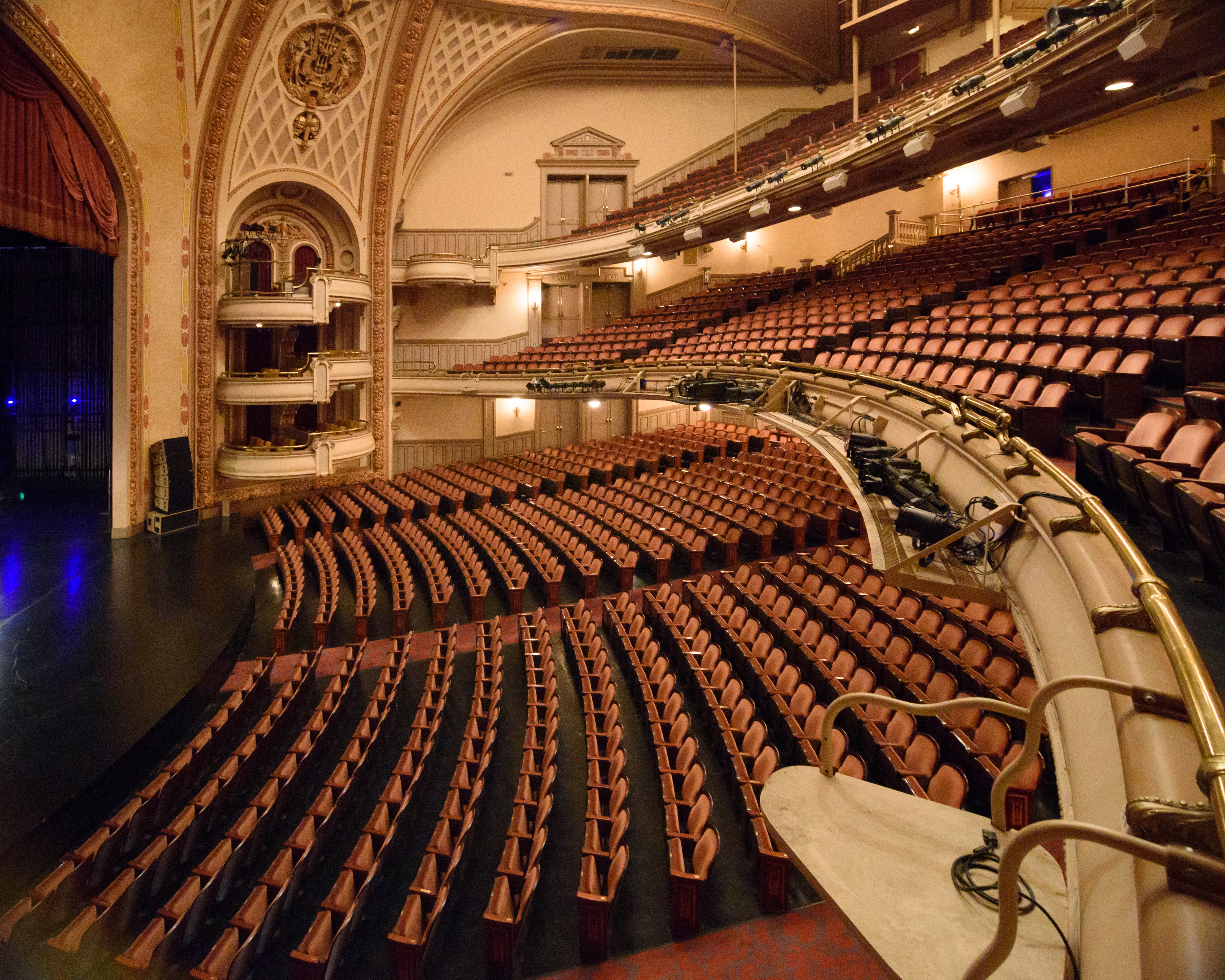
Howard Gilman Opera House

Las instalaciones de la BAM incluyen:
El edificio Peter Jay Sharp Building, que alberga la Howard Gilman Opera House y los cines BAM Rose Cinemas (anteriormente conocidos como Carey Playhouse). Este edificio fue diseñado por la firma Herts & Tallant en 1908. Es un edificio en forma de "U" con un jardín abierto en el centro del predio, entre dos alas de teatro sobre el primer piso. El edificio tiene una base alta de granito gris, con ladrillo color crema recortado en terracota, con algunos detalles de mármol en la parte superior. Se encuentra dentro del distrito histórico de Fort Greene. La Howard Gilman Opera House tiene una capacidad para 2.109 personas, y los BAM Rose Cinemas, inaugurados en 1998, constan de cuatro salas donde se proyectan películas tanto de cine clásico, como de cine independiente y estrenos de cine comercial.
También dentro del edificio Peter Jay Sharp Building se encuentra el Lepercq Space, originalmente un salón de baile, ahora transformado en un espacio flexible para eventos, que alberga el BAMcafé, y el Hillman Attic Studio, otro espacio multiusos para ensayos y presentaciones.
El teatro BAM Harvey Theater con capacidad para 874 personas, anteriormente conocido como Majestic Theater, fue construido en 1904 como un teatro con 1.708 butacas, en el que se presentaba al comienzo teatro de vodevil, y más tarde, películas. En 1999 al teatro se le cambió el nombre, en honor de Harvey Lichtenstein. Una renovación a cargo del arquitecto Hugh Hardy dejó a propósito la pintura del interior descolorida, a menudo con la mampostería expuesta, lo que le da al teatro una sensación única de «ruina moderna». En abril de 2014, la CNN nombró la BAM Harvey como uno de los «15 teatros más espectaculares del mundo». En la actualidad, el BAM Harvey Theater se ha convertido en una opción de primer nivel para directores y actores que desean presentar teatro clásico.
El edificio BAM Fisher Building, inaugurado en 2012, contiene el Fishman Space, un black box theater (teatro de caja negra o «escenario laboratorio») de 250 asientos, y el Fisher Hillman Studio, un espacio multiusos para ensayos y presentaciones, así como oficinas administrativas. Los archivos BAM Hamm Archives se encuentran fuera del complejo en el barrio Crown Heights, en la calle Dean, y allí se conserva el archivo Levy Digital Archive, accesible para todo público. 
Los edificios BAM Sharp y Fisher están ubicados dentro del Distrito Histórico de la Academia de Música de Brooklyn, establecido por la Comisión de Preservación de Monumentos de la Ciudad de Nueva York en 1978; el BAM Harvey no integra el distrito.